# Biskopsmåla naturreservat
Biskopsmåla är ett naturreservat i Ronneby kommun i Blekinge län.
Reservatet är skyddat sedan 2016 och omfattar 230 hektar, varav 174 vatten. Det omfattar delar av Biskopsmålahalvön och kringliggande öar och skär och består av bland annat ädellövskog.    